# 사랑의 은하수
사랑의 은하수(Somewhere In Time)는 미국에서 제작된 지놋 스작 감독의 1980년 드라마, 멜로/로맨스, 판타지 영화이다. 크리스토퍼 리브 등이 주연으로 출연하였고 스티븐 두쉬 등이 제작에 참여하였다.

## 출연

### 주연
- 크리스토퍼 리브
- 제인 세이모어
- 크리스토퍼 플러머

### 조연
- 테레사 라이트
- 빌 어윈
- 조지 보스코벡

## 제작진
- 원작자: 리처드 매드슨
- 미술: 세이모어 클레이트
- 의상: 장 피에르 돌러크